# Oxytropis oxyphylloides
Oxytropis oxyphylloides är en ärtväxtart som beskrevs av Mikhail Grigoríevič Popov. Oxytropis oxyphylloides ingår i släktet klovedlar, och familjen ärtväxter. Inga underarter finns listade i Catalogue of Life.